# Orbaneja Riopico
Orbaneja Riopico – gmina w Hiszpanii, w prowincji Burgos, w Kastylii i León, o powierzchni 9,34 km². W 2011 roku gmina liczyła 233 mieszkańców.